# Francis Reyes
Saludo Francisco Florentino "Francis" Reyes (Lipa, Batangas; 20 de junio de 1967) es un músico, compositor y cantante ocasional filipino, más conocido como el guitarrista de The Dawn.
Actualmente es el principal locutor de radio y director musical de la roca, en la estación de FM NU107.5 que se transmite bajo el nombre Francisco Brew. Su carrera artística empezó, primero con una agrupación llamada NU107, que se convirtió en un miembro de Afterimage, que fue dirigido por Martín Galán, más adelante con El Amanecer, aunque ya había conocido Jett Pangan en la universidad durante la carrera interpretativa de los concursos que había ganado en su ciudad natal.

## Equipo instrumentales

### Guitarras eléctricas
- Reyes es actualmente es un endorser de Toca la Norma Hamer XT y vectores modelos XT. Asimismo, todavía tiene la Casio PG380 guitarra sintetizador utilizado durante sus primeros dos años con la aurora.

### Amplificadores
- Vox Valvetronix AD50VT Vox Valvetronix AD50VT
- Z Vex Fuzz Factory Z Vex FUZZ fábrica
- Zoom G9. (por cambio de tono, la modulación, y los retrasos)
- Line 6 DL4 (for on-the-fly sampling ) Línea 6 DL4 (para sobre la marcha de muestreo)
- Korg Kaoss Pad KP3 (for sampling and spontaneous textures ) Korg Kaoss Pad KP3 (para el muestreo y espontánea texturas)

### Teclados
- E-mu XK6 E-mu XK6
- Korg EA-1 Electribe Korg Electribe EA-1
- Yamaha vintage Monophonic synthesizer Yamaha sintetizador cosecha Monofónicos

### Otros equipos
Reyes también tiene un vietnamita dan Tranh, un Xaphoon bolsillo saxo, y una variedad de pequeños instrumentos, como un kalimba y estaño silbato, todos sutilmente utilizados en los albores de las grabaciones.